# Епартињак
Епартињак (фр. Espartignac) насеље је и општина у централној Француској у региону Лимузен, у департману Корез која припада префектури Тил.
По подацима из 2011. године у општини је живело 411 становника, а густина насељености је износила 29,29 становника/km². Општина се простире на површини од 14,03 km². Налази се на средњој надморској висини од 350 метара (максималној 472 m, а минималној 292 m).

## Демографија
| 1962. | 1968. | 1975. | 1982. | 1990. | 1999. | 2011. |
| ----- | ----- | ----- | ----- | ----- | ----- | ----- |
| 299   | 326   | 321   | 344   | 342   | 385   | 411   |

График промене броја становника у току последњих година